# Cuerda fija

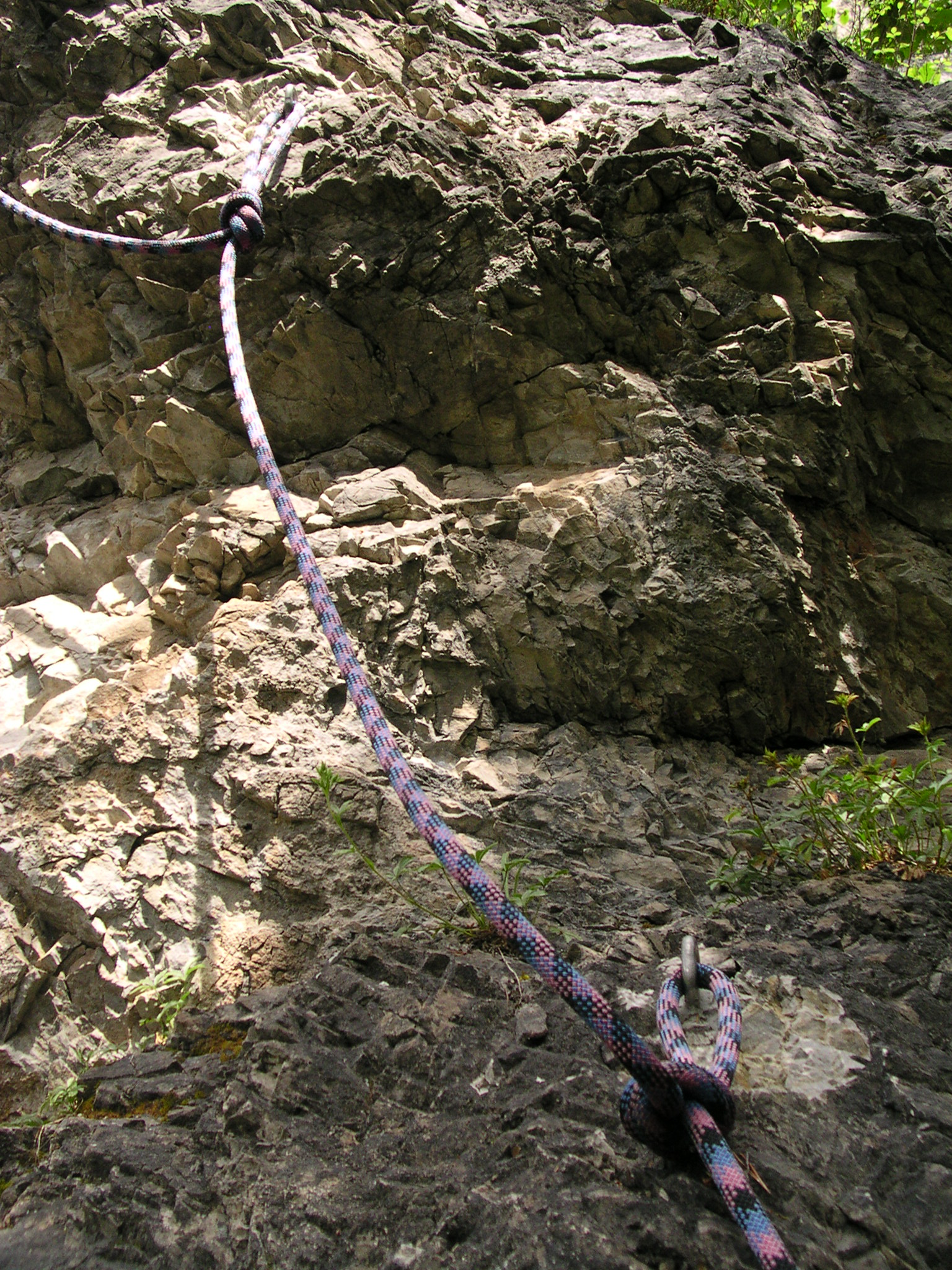
Cuerda fija en una escuela de escalada

Una cuerda fija es una cuerda firmemente anclada a una roca o hielo utilizada en montañismo como protección y ayuda durante el ascenso o descenso. Por lo general, en el montañismo, el alpinista se fija a la cuerda, por lo que la misma se mueve con el escalador.
A veces, a los cables o vías ferratas se les conoce como cuerdas fijas.

## Uso
Las cuerdas fijas son particularmente útiles cuando un tramo debe ser superado rápidamente, repetidamente y por varias personas, ya que en tales casos, asegurarlo con una cuerda móvil puede ser demasiado incómodo y consumir mucho tiempo. Las desventajas de la cuerda fija son su costo y los mayores requisitos de material.

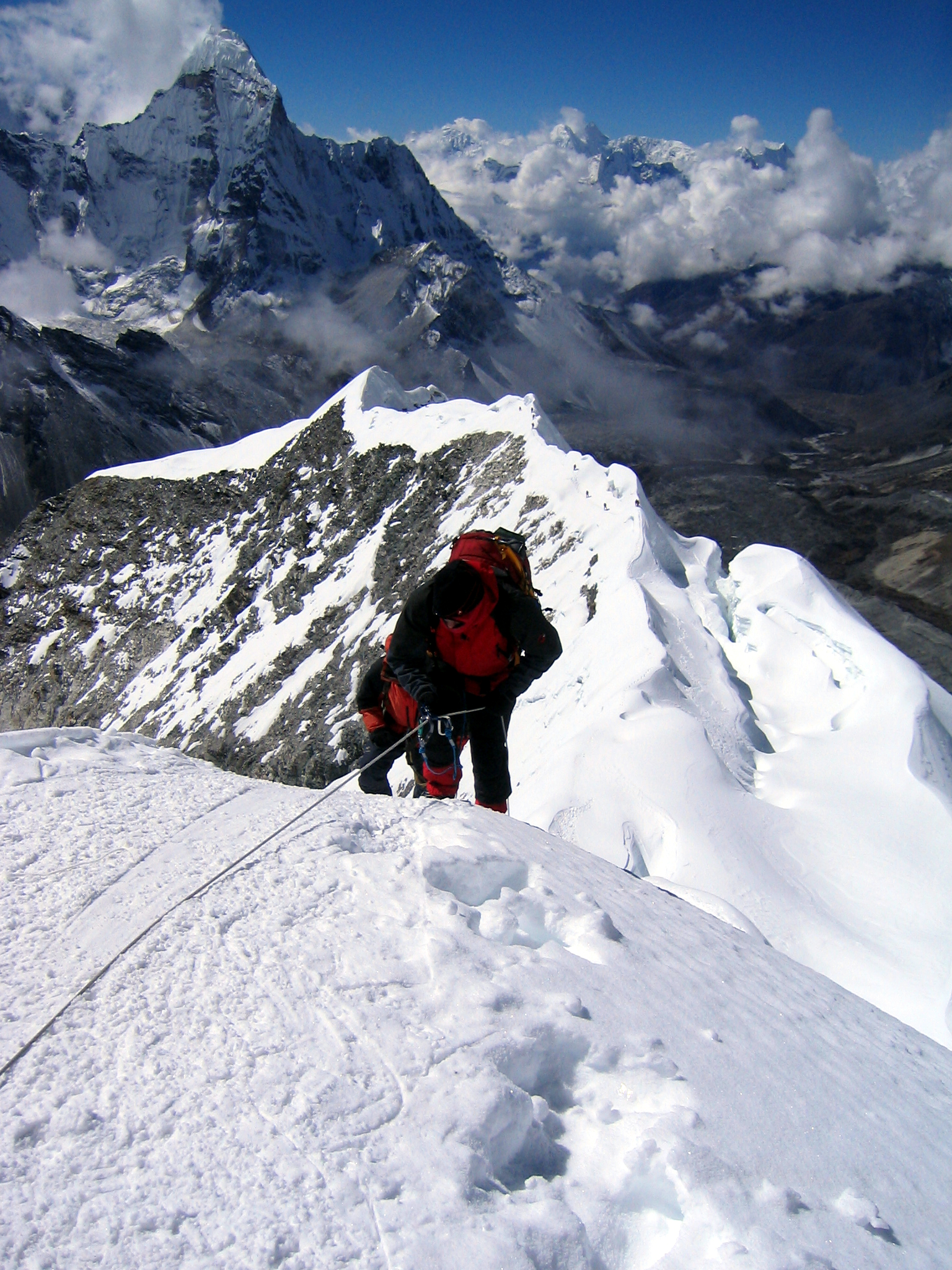
Montañeros subiendo por una cuerda fija durante el ascenso al Imja Tse (6,183 m), en Nepal.

Por esto, las cuerdas fijas son utilizadas en el montañismo de altura en el estilo de expedición. Aquí, grandes grupos de personas tienen que lidiar varias veces con terrenos difíciles bajo condiciones problemáticas y con mucho equipaje (estableciendo campamentos altos, y transportando material) y la posibilidad de un descenso rápido puede ser vital. En general, las expediciones comerciales grandes a menudo usan cuerdas fijas. Por ejemplo, en la cascada de hielo de Khumbu en el monte Everest, la ruta es asegurada con cuerdas fijas por sherpas durante la primavera, y esta ruta luego es utilizada por otras expediciones durante todo el año. Sin embargo, muchos montañeros rechazan esta técnica; el estilo alpino exige no usar cuerdas fijas.
Aparte del montañismo de expedición, las cuerdas fijas rara vez son usadas. En paredes de roca más altas, se pueden instalar temporalmente durante la escalada en pared o como parte de la disposición de nuevos recorridos para ascender rápidamente de nuevo a un punto determinado. Otra área de aplicación es en la tecnología de minería alpina. Las cuerdas fijas también se usan para trabajos difíciles en terrenos alpinos (por ejemplo, construcción de caminos y vías ferratas). En la escalada deportiva a veces se utilizan para abrir nuevas rutas de escalada. En algunas escuelas de escalada, los accesos a las entradas difíciles de alcanzar están provistos de cuerdas fijas.